# Syrrhopeus
Syrrhopeus is een kevergeslacht uit de familie van de boktorren (Cerambycidae). De wetenschappelijke naam van het geslacht werd voor het eerst geldig gepubliceerd in 1865 door Pascoe.

## Soorten
Syrrhopeus omvat de volgende soorten:
- Syrrhopeus agelastoides Pascoe, 1865
- Syrrhopeus sumatrensis Breuning, 1965